# Els Beliën
Els Beliën (14 september 1973) is een Belgische voormalige atlete, die gespecialiseerd was in het hoogspringen. Zij veroverde één Belgische titel.

## Biografie
Beliën werd in 1991 Belgisch indoorkampioene hoogspringen. Het jaar nadien nam ze op hetzelfde onderdeel deel aan de wereldkampioenschappen U20. Ze werd met een sprong van 1,80 m opgevist voor de finale, waarin ze zeventiende werd.
Beliën was aangesloten bij Looise Atletiek Vereniging.

## Belgische kampioenschappen
Indoor
| Onderdeel    | Jaar |
| ------------ | ---- |
| hoogspringen | 1991 |

## Persoonlijk record
| Onderdeel    | Prestatie | Datum            | Plaats  |
| ------------ | --------- | ---------------- | ------- |
| hoogspringen | 1,83 m    | 15 augustus 1992 | Brussel |

hoogspringen
- 1991:  BK indoor AC – 1,80 m
- 1992:  BK AC – 1,83 m
- 1992: 18e WK U20 te Seoel – 1,77 m